# Anne Dot Eggers Nielsen
Anne Dot Eggers Nielsen (født 6. november 1975) er en dansk forhenværende fodboldspiller, midtbanespiller. Efter at hun afsluttede sin aktive fodboldkarriere, uddannede hun sig til journalist.. Hun spillede senest for Brøndby. 

## Landsholdskarriere
Anne Dot Eggers Nielsen spillede 118 landskampe for Danmark og scorede 26 mål og er på top-ti listen over spillere der har spillet flest kampe og scoret flest mål for landsholdet. Hun har deltaget ved OL, VM og EM.
Efter VM i fodbold for kvinder 2007 anklagede Eggers og hendes holdkammerater de kinesiske været for at have generet dem og overvåget dem forud for kampen mod Kina i første runde. Da FIFA nægtede at undersøge sagen, fortalte Eggers Nielsen offentligt om sagen og anklagede FIFA for korrupte arbejdsmetoder.
Hun afsluttede sin landsholdskarriere i januar 2008.

## Efter fodboldkarrieren
Efter at hun tog en uddannelse til journalist, var hun i 2011 medforfatter til en biografi om den forhenværende holdkammerat Katrine Pedersen. Eggers har også været assistenttræner for Skovbakken.

## Hæder
- 2003 - Årets fodboldspiller[7]